# Motel California (serie de televisión)
Motel California (en hangul, 모텔 캘리포니아; romanización revisada, Motel kaelliponia) es una serie de televisión surcoreana escrita por Lee Seo-yoon, dirigida por Kim Hyung-min y Lee Jae-jin, y protagonizada por Lee Se-young, Na In-woo, Kim Tae-hyung, Choi Min-soo y Choi Hee-jin. Se emitió por el canal MBC desde el 10 de enero hasta el 15 de febrero de 2025, los viernes y sábados a las 21:50 (hora local coreana).

## Sinopsis
Ji Kang-hee nació y se crio en un motel rural. Al cumplir los veinte años, dejó a su familia, su pueblo y su primer amor (Cheon Yeon-soo) y se fue a Seúl para seguir una carrera como diseñadora de interiores. Doce años después, justo cuando estaba a punto de asentarse con éxito en su carrera, se ve obligada a regresar al motel California y reencontrarse con Yeon-soo.

## Reparto

### Principal
- Lee Se-young como Ji Kang-hee, que nació en el motel rural California y se crio allí mismo. Su primer amor y amigo del barrio es Yeon-soo. Doce años después de abandonar el pueblo, vuelve de Seúl y se reencuentra con él.[2][3][4]
- Na In-woo como Cheon Yeon-soo, un hombre puro que ha amado a una sola mujer durante toda su vida y un veterinario que recibe la atención de todos los dueños de granjas del pueblo. Después de doce años, se le aparece su primer amor, Kang-hee, y entra en conflicto con ella, quien malinterpreta que pronto se casará con otra mujer.[3][5]
- Kim Tae-hyung como Geum Seok-kyung, un hombre que nació en una familia acaudalada, pero que en realidad se ha hecho a sí mismo, al haber creado una exitosa aplicación de reservas y alojamientos.[6][7]
- Choi Min-soo como Ji Chun-pil, propietario del Motel California y padre de Kang-hee. Es un romántico apuesto y misterioso con una profunda sensibilidad, que soñaba con abrir el hotel California, pero en realidad dirige el motel California; es una persona que vive un poco fuera del mundo.[8][9]
- Choi Hee-jin como Yoon Nan-woo, veterinaria, subalterna de Yeon-soo, que fue su compañero de estudios de un curso superior en la universidad.[10][11]

### Secundario

#### Hwanggeum Bokja
- Seo Ye-hwa como Esther Park, una ingeniera de aplicaciones y amiga de Seok-kyung, con la que estaba destinada a un matrimonio concertado. Tras unos años de separación se reencuentran, y la aplicación que crean juntos se convierte en un gran éxito.[12][13][14]
- Woo Mi-hwa como Hwang Jeong-gu, directora ejecutiva de Golden Park, una guerrera en la industria del diseño de interiores que alcanzó la posición más alta en la industria con sus habilidades en un mundo empresarial plagado de política. Se convierte en la mentora de Kang-hee.[13][15]

#### Entorno de Kang-hee
- Koo Ja-sung como Cha Seung-eon, amigo de la infancia de Kang-hee y Yeon-soo, que tiene una excavadora en Hana-eup. Fue abandonado frente al motel cuando era joven y fue criado por el dueño del motel, Chun-pil, y creció con Kang-hee. Por lo general, es amable y tranquilo, pero explota cuando alguien querido es molestado.[16]
- Jung Yong-ju como Ryu Han-woo, ganadero. Fue a la universidad en Seúl procedente de Hana-eup, tuvo éxito como corredor de bolsa y compró una granja y vacas para sus padres en el campo, aunque tuvo que soportar las críticas por volver al campo en vez de vivir la compleja vida de la capital.
- Lee So-e como Han A-reum, una bibliotecaria que sueña con ser poeta. Aunque no pudo perdonar a Kang-hee que hace doce años desapareciera de pronto sin despedirse y bloqueara sus llamadas a Seúl, cuando ella regresa no puede mantener su actitud distante con su amiga.

#### Alumnos de Hana-eup
- Yoon Seung-woo como Kim Heon-yeol, propietario del edificio Golden Spoon. Fue compañero de primaria, secundaria y preparatoria de Kang-hee, a la que había estado acosando desde el día de la ceremonia de ingreso a la escuela primaria. Con la ayuda de padres que tienen muchas tierras, mucho dinero y mucha influencia, hace lo que quiere con sus amigos.
- Ma Hyun-jin como Kim Yong-su, el dueño de una ferretería que lo sabe todo sobre Hana-eup, desde los asuntos más importantes hasta los escándalos y los chismes.
- Lee So-geum como Choi Min-gu, policía y compañero de clase de Kang-hee. Su lema de vida es «no nos involucremos con los compañeros de clase».
- Lee Rang-so como Jo Jin-ah, trabajadora de asistencia social. Comenzó a trabajar como voluntaria para personas mayores y obtuvo una licencia para trabajar como cuidadora.
- Jeong Hyun-ji como No In-suk. De familia adinerada, competidora de Kim Heon-yeol, vivió su vida de modo despreocupado y haciendo lo que quería, pero después de la muerte de su padre tuvo que abrir una panadería para ganarse la vida.

#### Gente de Hana-eup
- Ji Su-won como Sun-ja (Su-ji), la madre de Yeon-soo. Es la reina de Hana-eup, a la que Chun-pil soluciona todos sus interminables accidentes.[13][17]
- Moon Kyung-min como Ryu Deok-gu, el padre de Han-woo, ganadero, molesto por la decisión de su hijo de volver a casa.
- Bae Sin-ja como Lara, la dueña del salón de peluquería Larami y madre de Yong-su. Su peluquería es un lugar al que todo el mundo va cuando quiere charlar, por lo que es la fuente y el altavoz de todos los rumores en Hana-eup.
- Park Yong como Kim Soo-nam, el padre de Yong-su y esposo de Lara. Es el dueño de la ferretería Yongsu Hardware en Hana-eup.
- Lee Kyu-ho como el Sr. Kwon, el cauteloso y tranquilo director de Motel California.[13][17]

#### Otros
- Oh Seung-ah como la secretaria en la oficina del director de la empresa de diseño de interiores Moment. No le gusta Kang-hee, quien tiene una formación académica y antecedentes completamente diferentes a los de los demás empleados, lo que crea un conflicto agudo entre ambas.[13][17]
- Kim Jung-tae como el marido de Sun-ja, la cual sospecha que le es infiel.[18]
- Go Yoon como Victor, el infiel marido de Esther Park episodios 1 y 9).[14]
- Oh Chang-seok como el padre biológico de Yeon-soo (episodios 8 y 9).[19]
- Sunwoo Jae-duk como Lee Mok-won (episodios 9 y 10).[20]

## Banda sonora original
El 6 de enero de 2025 la productora de BSO Blending reveló su programación para la de Motel California. Los cantantes y grupos incluidos son el vocalista Juk-jae, la banda rock Nerd Connection, la solista Kyubin, el cantante folk Kang Ah-sol, el australiano Matthew Ifield y el cantante y compositor ID:Earth (Ideals).

## Producción
Motel California es una producción de HB Entertainment. Está basada en la popular novela de 2019 홈, 비터 홈 (Hogar, amargo hogar) del autor Shim Yun-seo. El guion es obra de Lee Seo-yoon; en principio, la dirección corrió a cargo de Jang Jun-ho (director también de Time en 2018 y The Game: Towards Zero en 2020), pero en octubre de 2024 se retiró por motivos que algunos medios periodísticos indicaron como personales y otros de salud, y fue sustituido por el director de la unidad B, Kim Hyeong-min.
En mayo de 2024 las agencias de Lee Se-young y Na In-woo comunicaron que habían recibido la propuesta de aparecer en la serie y que estaban estudiándola. El 13 de junio se confirmaron los nombres de ambos como los protagonistas. El comienzo del rodaje estaba previsto para finales de julio de 2024.
El 12 de noviembre de 2024 se publicaron imágenes del sitio de lectura del guion. El 5 de diciembre MBC lanzó un cartel de avance y anunció la fecha del estreno, fijado para el 10 de enero. El 2 de enero publicó sendos carteles de personajes para los cinco protagonistas, y al día siguiente distribuyó asimismo algunos fotogramas que muestran la huida de Kang-hee de Hana-eup a sus veinte años. El 8 de enero lanzó un «avance destacado» que muestra el primer encuentro entre Kang-hee y Yeon-soo cuando tenían nueve años. El 9 de enero se presentó la producción en el MBC Golden Mouse Hall en Mapo-gu, Seúl, con la asistencia del director Kim Hyeong-min y los actores Choi Min-soo, Na In-woo, Lee Se-young, Choi Hee-jin y Kim Tae-hyung. El mismo día se publicaron fotogramas de una escena de la serie, la de la primera noche que pasan juntos a los veinte años los dos protagonistas.

## Audiencia
La serie arrancó con un 4,5 % de audiencia tanto nacional como en el área metropolitana de Seúl. El pico de audiencia se registró en la escena en la que Kang-hee y Yeon-soo se extrañan en un día nevado, y fue del 5,7 %.
| Temporada | Temporada | Episodio número | Episodio número | Episodio número | Episodio número | Episodio número | Episodio número | Episodio número | Episodio número | Episodio número | Episodio número | Episodio número | Episodio número | Promedio |
| Temporada | Temporada | 1               | 2               | 3               | 4               | 5               | 6               | 7               | 8               | 9               | 10              | 11              | 12              | Promedio |
| --------- | --------- | --------------- | --------------- | --------------- | --------------- | --------------- | --------------- | --------------- | --------------- | --------------- | --------------- | --------------- | --------------- | -------- |
|           | 1         | 868             | 744             | 942             | 704             | 862             | 648             | 1031            | 622             | 780             | —               | 664             | 1047            | —        |

| Episodio | Fecha de emisión      | Índices de audiencia (Nielsen Korea) | Índices de audiencia (Nielsen Korea) |
| Episodio | Fecha de emisión      | Nacional                             | Seúl                                 |
| --- | --------------------- | ------------------------------------ | ------------------------------------ |
| 1 | 10 de enero de 2025   | 4,5 % (15.ª)                         | 4,5 % (14.ª)                         |
| 2 | 11 de enero de 2025   | 3,8 % (14.ª)                         | 3,6 % (12.ª)                         |
| 3 | 17 de enero de 2025   | 5,2 % (12.ª)                         | 5,0 % (12.ª)                         |
| 4 | 18 de enero de 2025   | 3,6 % (20.ª)                         | 3,5 % (20.ª)                         |
| 5 | 24 de enero de 2025   | 4,7 % (12.ª)                         | 4,9 % (12.ª)                         |
| 6 | 25 de enero de 2025   | 3,4 % (18.ª)                         | 3,5 % (14.ª)                         |
| 7 | 31 de enero de 2025   | 6,0 % (10.ª)                         | 6,1 % (9.ª)                          |
| 8 | 1 de febrero de 2025  | 3,4 % (20.ª)                         | 3,2 % (20.ª)                         |
| 9 | 7 de febrero de 2025  | 4,2 % (17.ª)                         | 4,6 % (15.ª)                         |
| 10 | 8 de febrero de 2025  | 3,5 % (22.ª)                         | 3,7 % (19.ª)                         |
| 11 | 14 de febrero de 2025 | 3,7 % (16.ª)                         | 3,8 % (15.ª)                         |
| 12 | 15 de febrero de 2025 | 5,9 % (6.ª)                          | 5,9 % (6.ª)                          |
| Promedio | Promedio              | 4,3 %                                | 4,4 %                                |
| - En la tabla superior, los números azules representan las calificaciones más bajas y los números rojos representan las más altas. |                       |                                      |                                      |